# Scapania paludicola
Scapania paludicola là một loài rêu trong họ Scapaniaceae. Loài này được Loeske & K. Müller mô tả khoa học đầu tiên năm 1915.